# Транспорт в Нагорно-Карабахской Республике
Транспорт Нагорно-Карабахской Республики включал автомобильный и воздушный виды. До 1988 г. на территории Нагорно-Карабахской автономной области действовал ещё и железнодорожный транспорт, но был заблокирован во время Первой карабахской войны.

## Автомобильный транспорт
Этот вид транспорта приобрёл особое значение из-за полублокадного положения непризнанной Нагорно-Карабахской Республики (НКР) после войны в начале 1990-х годов. Общая протяжённость внутренних автодорог в НКР в начале 2000-х годов составляла 1248 км, при этом многие дороги находились в плохом состоянии, а единственной дорогой, соответствующей европейским стандартам, долгое время была автодорога Горис (в Армении) — Бердзор (Лачын) — Степанакерт (Ханкенди) протяжённостью 65 км. В 2000 году было начато строительство автодороги «Север—Юг» длиной 170 км, соединяющей с Ханкенди все районные центры. Дорога сооружалась на деньги Всеармянского фонда «Айастан».
По состоянию на конец 2010 года, в непризнанной республике было зарегистрировано около 18 тысяч транспортных средств, происходило постепенное обновление автопарка общественного транспорта, в марте 2011 состоявшего наполовину из современных автобусов.

## Воздушный транспорт
Единственным аэропортом в непризнанной НКР являлся Степанакертский (Ходжалинский) аэропорт. По состоянию на 2004 год из Ханкенди в Ереван выполнялись нерегулярные вертолётные рейсы, бывшие доступными лишь отдельным туристам и представителям международных организаций.